# Niklas Sandberg
Niklas Magnus Sandberg (* 3. September 1978 in Stockholm) ist ein ehemaliger schwedischer Fußballspieler.

## Laufbahn

### Verein
Sandberg debütierte 1995 für Västerhaninge IF in der Division 2, seinerzeit die dritthöchste schwedische Liga. Daraufhin wurde man bei AIK Solna auf ihn aufmerksam und verpflichtete ihn. Dort spielte er hauptsächlich in der Jugendabteilung, kam aber auf zwei Einsätze in der Allsvenskan, ehe er 1998 an IK Sirius abgegeben wurde. In der Norrettan, der zweithöchsten Spielklasse, kam er regelmäßig zum Einsatz. 2000 spielte er kurzzeitig für Helsingborgs IF wieder Erstligafußball, wechselte aber 2001 zum zweitklassigen FC Café Opera zurück nach Stockholm. Hier war er drei Jahre Stammspieler und kehrte 2004 zu AIK Solna in die erste Liga zurück. Zwar stieg er mit dem Klub in die Superettan ab, der sofortige Wiederaufstieg wurde jedoch geschafft.
Im Mai 2007 verließ er Schweden und wechselte zu CFR Cluj in die rumänische Liga 1, wo er der erste schwedische Spieler in der Geschichte der Liga war. Von Juli bis Dezember 2008 spielt er bei dem norwegischen Erstligisten Stabæk Fotball, mit dem er die Meisterschaft 2008 gewinnen konnte. Anfang 2009 wechselte er zum Zweitligist FK Haugesund, mit dem er den Aufstieg in die Tippeligaen schaffte. Anfang 2010 heuerte beim Singapore Armed Forces FC an, verließ den Verein ein halbes Jahr später bereits wieder und kehrte zu IK Brage nach Schweden zurück. Dort spielte er in der Superettan bis zum Abstieg des Klub Ende 2013. Anschließend beendete er seine Laufbahn.

### Nationalmannschaft
Sandberg debütierte am 18. Januar 2007 während einer Südamerikatour in der schwedischen Nationalmannschaft. Allerdings wurde das Spiel gegen Ecuador mit 1:2 verloren.